# Lasmigona compressa
Lasmigona compressa är en musselart som först beskrevs av I. Lea 1829.  Lasmigona compressa ingår i släktet Lasmigona och familjen målarmusslor. IUCN kategoriserar arten globalt som livskraftig. Inga underarter finns listade i Catalogue of Life.